# Trichoplusia petraea
Trichoplusia petraea är en fjärilsart som beskrevs av Claude Dufay 1972. Trichoplusia petraea ingår i släktet Trichoplusia och familjen nattflyn. Inga underarter finns listade i Catalogue of Life.